# Quo Vadis (pel·lícula de 1951)
Quo Vadis és una pel·lícula estatunidenca del 1951, del gènere històric, basada en la novel·la homònima d'Henryk Sienkiewicz. Dirigida per Mervyn LeRoy, si bé la pel·lícula fou candidata a vuit premis Oscar, no n'obtingué cap. Peter Ustinov va obtenir la candidatura a l'Oscar al millor actor secundari pel personatge de Neró. Està doblada al català.

## Referència històrica
El títol en llatí significa On vas? i fa referència a la trobada apòcrifa entre Sant Pere i Jesús de Natzaret a la Via Àpia. Segons els Fets de Pere, Pere, escapant de la persecució a què eren sotmesos els cristians per l'emperador Neró, va tenir una visió de Crist on Pere li preguntà: "Quo vadis, Domine?" (On vas, Senyor?). Jesús va respondre-li: "A Roma, la ciutat que tu abandones per fer-me crucificar de nou".
Pere interpretà que això significava que Jesús es dirigia a Roma per ser crucificat novament. En realitat, Jesús parla a través de Natzari, un nen de dotze anys, acompanyant de Pere. Pere, guiat per la seva pròpia fe, tornà a Roma i fou immolat. Absort davant l'eventualitat de ser crucificat com el seu senyor, fou crucificat cap per avall, al peu del Turó Vaticà, al lloc on avui s'alça la Basílica de Sant Pere, a Roma.

## Argument
La pel·lícula es desenvolupa l'any 64, durant el regnat de Neró, i gira amb relació a l'amor entre el comandant romà Marc Vinici i Lígia, convertida al cristianisme, religió que començava a desenvolupar-se en la plenitud del paganisme i, per tant, havia de romandre amagada, clandestina; altrament, els seus seguidors eren no només execrats, sinó també perseguits i assassinats.
Mostra com el maníac emperador Neró ordena incendiar la ciutat de Roma per tal de "rebre la inspiració" per compondre els seus versos i cançons amb major "realisme i creativitat".

## Repartiment
- Robert Taylor: Marc Vinicius
- Deborah Kerr: Ligia
- Leo Genn: Petroni
- Peter Ustinov: Neró
- Patricia Laffan: Popea Sabina
- Finlay Currie: Sant Pere
- Abraham Sofaer: Pau de Tars
- Marina Berti: Eunice
- Buddy Baer: Ursus
- Felix Aylmer: Aule Plauci
- Nora Swinburne: Pompònia Grecina
- Ralph Truman: Sofoni Tigel·lí
- Norman Wooland: Nerva
- Peter Miles: Nazarius
- Geoffrey Dunn: Terpnos
- Nicholas Hannen: Sèneca
- Rosalie Crutchley: Clàudia Acte
- Pietro Tordi: Galba
- Alfredo Varelli: Marc Anneu Lucà

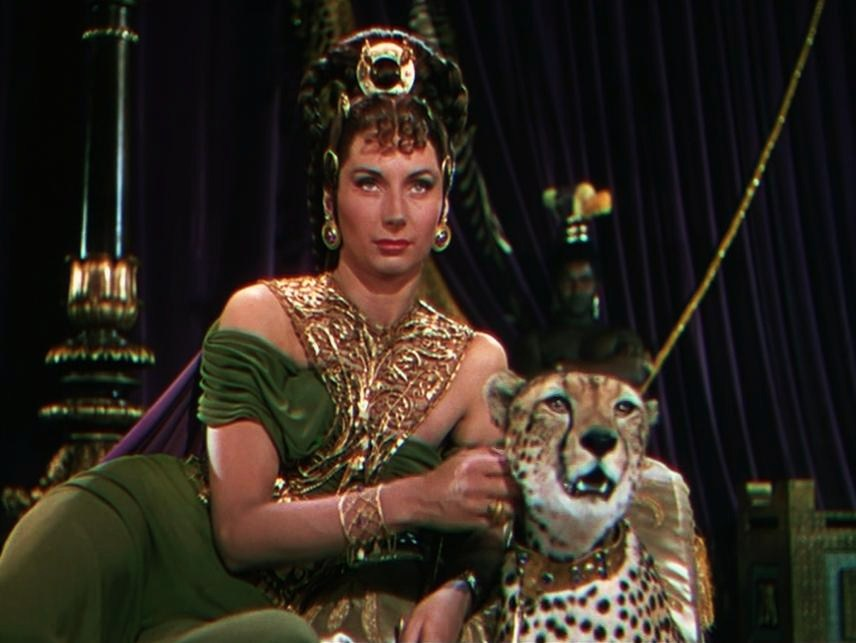
Patricia Laffan en el paper de Popea Sabina

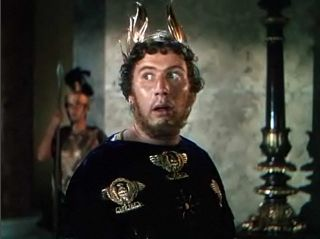
Peter Ustinov en el paper de Neró.

- Sophia Loren: esclava de Ligia (no surt als crèdits)
- Bud Spencer: guarda imperial (no surt als crèdits)
- Elizabeth Taylor: presonera cristiana a l'arena (no surt als crèdits)
- Walter Pidgeon: narrador (veu) (no surt als crèdits)

## Premis i nominacions

### Premis
- Globus d'Or a la millor fotografia en color per Robert Surtees i William V. Skall
- Globus d'Or al millor actor secundari per Peter Ustinov

### Nominacions
- Oscar a la millor pel·lícula per Sam Zimbalist
- Oscar a la millor música per Miklós Rózsa
- Oscar al millor muntatge per Ralph E. Winters
- Oscar a la millor fotografia en color per Robert Surtees i William V. Skall
- Oscar al millor vestuari en color per Herschel McCoy
- Oscar a la millor direcció artística en color per William A. Horning, Cedric Gibbons, Edward C. Carfagno i Hugh Hunt
- Oscar al millor actor secundari per Peter Ustinov
- Oscar al millor actor secundari per Leo Genn
- Globus d'Or a la millor pel·lícula dramàtica